# Спікули губок

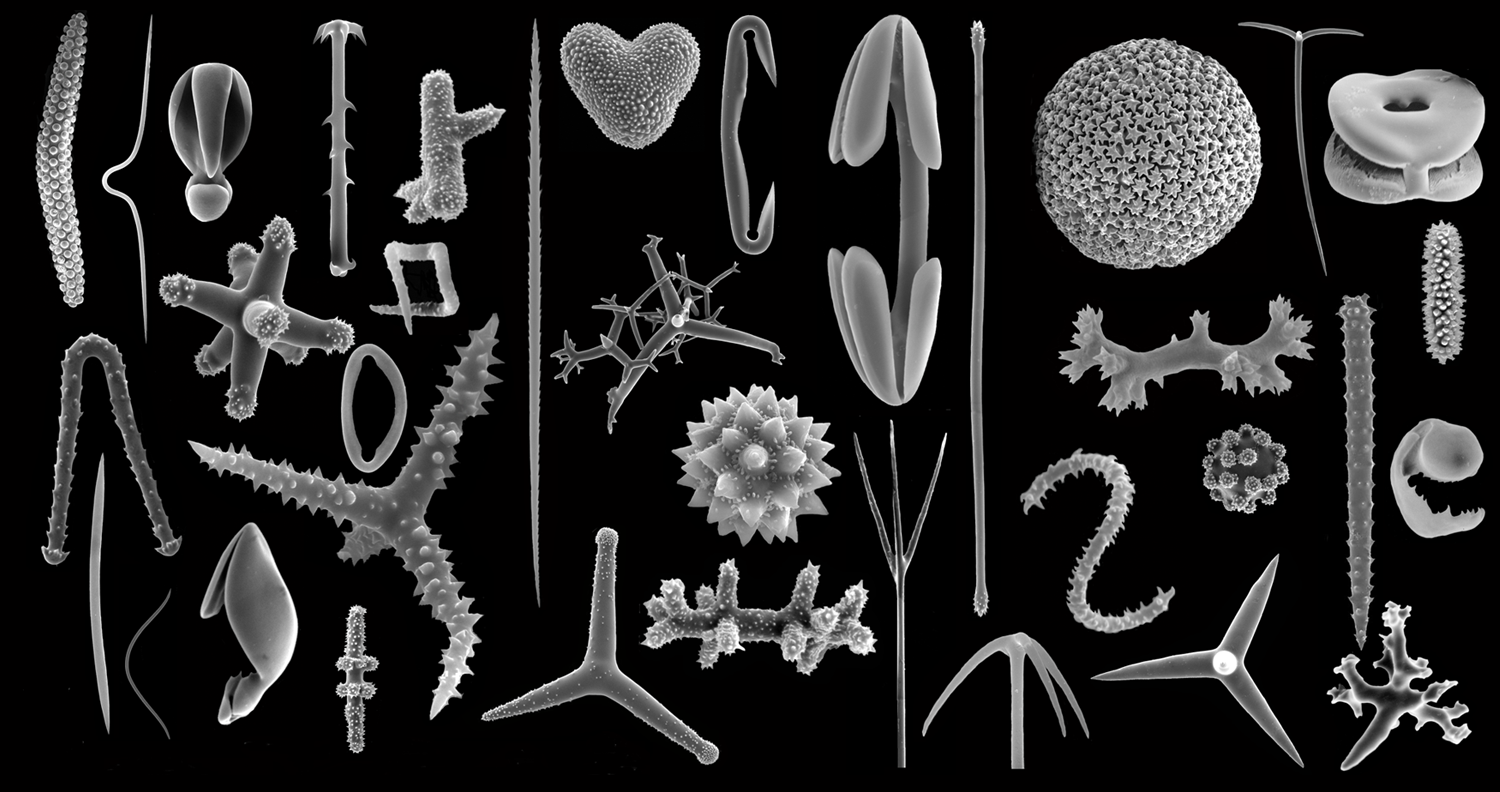
Різноманітність спікул звичайних губок

Спікули губок - мінеральні елементи скелета, що виконують опорну функцію та підтримують форму тіла губок. Вони секретуються особливими клітинами – склероцитами.

## Синтез спікул

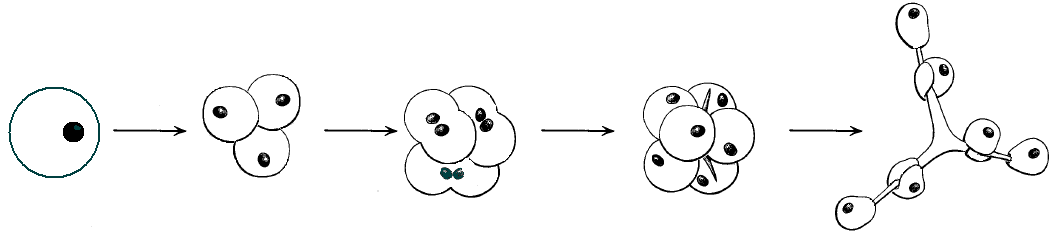
Синтез спікул у вапняних губок

У кремнієвих губок склероцити здійснюють внутрішньоклітинний синтез спікул. За розміром утворених спікул виділяють мегасклероцити та мікросклероцити. Спікула синтезується всередині вакуолі, утвореної особливою мембраною - силікалемою, яка не контактує з жодними мембранами клітини. На мікрофотографіях вона сильно відрізняється від цитоплазматичної мембрани по електронній щільності, можливо, через транспорт молекул кремнієвої кислоти, її димерів і тримерів в напрямку до спікули, що формується. На початку синтезу спікули утворюється аксіальний філамент (білок силікатеїн), що містить дуже мало кремнію. Далі навколо нього відкладається діоксид кремнію утворюючи концентричні шари, розділені нанофібрилами колагену. Одна спікула синтезується разом з кількома склероцитами. У звичайних губок склероцити є археоцитною лінією клітин. У вапняних губок склероцити здійснюють позаклітинний синтез спікул, вони мають лише мегасклероцити. Одна спікула синтезується щонайменше двома склероцитами, які щільно контактують один з одним. Між ними формується простір, обмежений мембранами двох клітин - позаклітинна вакуоля. У місці контакту мембран двох склероцитів утворюються септовані десмосоми. У міру зростання спікули форма склероцитів змінюється, але позаклітинна вакуоль зберігається до закінчення зростання спикули. Таким чином, на відміну від спікул звичайних губок, у вапняних губок спікули позбавлені осьового органічного філаменту. Склероцити вапняних губок походять з пінакоцитів та, можливо, хоаноцитів.

## Морфологія та хімічний склад
Спікули вапняних губок складаються тільки з карбонату кальцію і мають двох-, трьох-або чотирипроменеву форму (діактин, триактин і тетрактини, відповідно). У деяких губок спаяні один з одним спікули формують щільний скелет. У Homoscleromorpha неорганічний скелет, якщо є, складається з дрібних чотирьовісних спікул та утворень іншої форми; промені спікул можуть розгалужуватися і згинатися. Пінакоцити, склероцити та (рідше) хоаноцити губок даного класу можуть містити дрібні внутрішньоклітинні спікули. У звичайних губок спікули складаються з гідратованого, аморфного некристалічного кремнію (SiO2/H2O) і поділяються в залежності від розміру на макросклери і мікросклери. Макросклери в основному одновісні або чотиривісні, а форма мікросклер дуже різноманітна.
З усіх Animalia тільки звичайні та шестипроменеві (скляні) губки використовують для побудови скелета кремній, а не кальцій . Цей факт здається ще більш дивним, якщо врахувати, що концентрація кальцію в морській воді набагато вище, ніж кремнію 10 мМ проти 5-20 мкМ). Можливим поясненням того, чому звичайні губки використовують енерговитратний шлях побудови скелета, може бути висока концентрація поліфосфатів у цих губках. Поліфосфати хелатують кальцій та змушують його випадати в осад. Походження поліфосфатів у губках незрозуміло; можливо, його утворюють симбіотичні бактерії.
Хоча скелетні елементи утворюються переважно в мезоглеї, деяку роль у формуванні мінерального скелета грає і пінакодерма. Вперше це було показано на губці Corticium candelabrum із класу Homoscleromorpha, у якої деякі спікули утворювали пінакоцити.